# Mario Innauer
Mario Innauer, född 10 januari 1990 i Graz i delstaten Steiermark, är en österrikisk backhoppare. Han är son till olympiska mästaren Toni Innauer och representerar skidföreningen SV Innsbruck-Bergisel.

## Karriär
Mario Innauer tävlade i FIS-cup och kontinentalcupen från december 2004. Han deltog i junior-VM 2006 i Kranj i Slovenien. Där blev han nummer 7 i en tävling som vanns av lagkamraten Gregor Schlierenzauer. I lagtävlingen vann österrikiska laget (Mario Innauer, Gregor Schlierenzauer, Stefan Thurnbichler och Arthur Pauli) guldet före hemmalaget Slovenien och Japan.
Innauer debuterade i världscupen i hemmabacken i Innsbruck under tysk-österrikiska backhopparveckan 4 januari 2007 och blev nummer 16 i sin första deltävling i världscupen. Han deltog i junior-VM 2007 i Tarvisio i Italien. Där blev han nummer 11 i båda grenarna. Efter junior-VM 2007 växlade Innauer mellan världscupen och kontinentalcupen. Han har hittills fyra segrar i deltävlingar i kontinentalcupen. Han har tävlat 4 säsongen i världscupen. Hans hittills bästa resultat sammanlagt kom säsongen 2006/2007 då han blev nummer 31 med 161 världscuppoäng. Samma säsong i backhopparveckan blev han nummer 32 totalt.
Under junior-VM 2008 i Zakopane i Polen tävlade Innauer i individuella tävlingen och slutade på en nionde plats. I junior-VM 2010 i Hinterzarten i Tyskland blev han nummer 10 individuellt. I lagtävlingen blev han åter junior-världsmästare tillsammans med sina lagkamrater. Österrike vann före Tyskland och Slovenien.
Efter junior-VM 2010 fortsatte Innauer växla mellan världscupen och kontinentalcupen.